# Erik Wiklander
Jonas Erik Wiklander, född 15 maj 1914 i Ljusdals församling, Gävleborgs län, död 22 oktober 2003 i Söderhamn, var en svensk präst.
Wiklander studerade vid Fjellstedtska skolan i Uppsala, där han tog studentexamen 1937, blev därefter teologie kandidat och prästvigdes för Ärkestiftet 1942. Efter kortare förordnanden bland annat i Arbrå församling och Sandvikens församling blev han 1947 kyrkoadjunkt i Njutångers och Nianfors församlingar, 1959 komminister i Högbo församling, 1963 komminister i Söderhamns församling, 1969 kyrkoherde där, 1974 kontraktsprost i Ala kontrakt samt 1979 emeritus.
Wiklander var under lång tid starkt engagerad inom scoutrörelsen; han förordnades på 1950-talet till scoutpräst för hela Hälsingland och tilldelades Svenska Scoutunionens förtjänsttecken i guld. Han var under många år ordförande och studieorganisatör i Sveriges kyrkliga studieförbunds (nuvarande Sensus studieförbund) lokalavdelningar i Iggesund och Söderhamn. Han var under 1970-talet ordförande i Söderhamns Kristna samarbetskommitté.